# Chirassimont
Chirassimont és un municipi francès situat al departament del Loira i a la regió d'Alvèrnia-Roine-Alps. L'any 2007 tenia 373 habitants.

## Demografia

### Població
El 2007 la població de fet de Chirassimont era de 373 persones. Hi havia 157 famílies de les quals 47 eren unipersonals (35 homes vivint sols i 12 dones vivint soles), 51 parelles sense fills, 47 parelles amb fills i 12 famílies monoparentals amb fills.
La població ha evolucionat segons el següent gràfic:
Habitants censats

### Habitatges
El 2007 hi havia 219 habitatges, 158 eren l'habitatge principal de la família, 35 eren segones residències i 26 estaven desocupats. 193 eren cases i 26 eren apartaments. Dels 158 habitatges principals, 124 estaven ocupats pels seus propietaris, 28 estaven llogats i ocupats pels llogaters i 6 estaven cedits a títol gratuït; 1 tenia una cambra, 5 en tenien dues, 22 en tenien tres, 60 en tenien quatre i 69 en tenien cinc o més. 114 habitatges disposaven pel capbaix d'una plaça de pàrquing. A 78 habitatges hi havia un automòbil i a 66 n'hi havia dos o més.

### Piràmide de població
La piràmide de població per edats i sexe el 2009 era:
| Homes | Edats   | Dones |
| ----- | ------- | ----- |
| 0     | 95 o +  | 0     |
| 0     | 90 a 94 | 0     |
| 8     | 85 a 89 | 8     |
| 8     | 80 a 84 | 4     |
| 4     | 75 a 79 | 8     |
| 16    | 70 a 74 | 0     |
| 4     | 65 a 69 | 16    |
| 12    | 60 a 64 | 8     |
| 4     | 55 a 59 | 4     |
| 20    | 50 a 54 | 20    |
| 20    | 45 a 49 | 16    |
| 24    | 40 a 44 | 20    |
| 4     | 35 a 39 | 8     |
| 16    | 30 a 34 | 12    |
| 8     | 25 a 29 | 4     |
| 4     | 20 a 24 | 8     |
| 8     | 15 a 19 | 8     |
| 28    | 10 a 14 | 8     |
| 4     | 5 a 9   | 4     |
| 0     | 0 a 4   | 8     |

## Economia
El 2007 la població en edat de treballar era de 223 persones, 166 eren actives i 57 eren inactives. De les 166 persones actives 151 estaven ocupades (92 homes i 59 dones) i 17 estaven aturades (11 homes i 6 dones). De les 57 persones inactives 16 estaven jubilades, 19 estaven estudiant i 22 estaven classificades com a «altres inactius».

### Ingressos
El 2009 a Chirassimont hi havia 163 unitats fiscals que integraven 396 persones, la mediana anual d'ingressos fiscals per persona era de 16.026,5 €.

### Activitats econòmiques
Dels 9 establiments que hi havia el 2007, 1 era d'una empresa de fabricació d'altres productes industrials, 4 d'empreses de construcció, 1 d'una empresa de comerç i reparació d'automòbils, 1 d'una empresa d'hostatgeria i restauració, 1 d'una empresa de serveis i 1 d'una entitat de l'administració pública.
Dels 3 establiments de servei als particulars que hi havia el 2009, 1 era un taller de reparació d'automòbils i de material agrícola, 1 paleta i 1 fusteria.
L'any 2000 a Chirassimont hi havia 25 explotacions agrícoles que ocupaven un total de 969 hectàrees.

## Equipaments sanitaris i escolars
El 2009 hi havia una escola elemental integrada dins d'un grup escolar amb les comunes properes formant una escola dispersa.

## Poblacions més properes
El següent diagrama mostra les poblacions més properes.